# Ogród Botaniczny Ajuda
Ogród Botaniczny Ajuda (port: Jardim Botânico da Ajuda) – ogród botaniczny położony w dzielnicy Ajuda, w Lizbonie, stolicy Portugalii. Jest zarejestrowany w Botanic Gardens Conservation International (BGCI) i reprezentuje program International Agenda for Botanic Gardens in Conservation.